# Баумен (Теннессі)
Баумен (англ. Bowman) — переписна місцевість (CDP) в США, в окрузі Камберленд штату Теннессі. Населення — 297 осіб (2020).

## Географія
Баумен розташований за координатами 36°3′42″ пн. ш. 85°2′9″ зх. д. / 36.06167° пн. ш. 85.03583° зх. д. (36.061625, -85.035721).  За даними Бюро перепису населення США в 2010 році переписна місцевість мала площу 5,93 км², з яких 5,93 км² — суходіл та 0,00 км² — водойми.

## Демографія
Згідно з переписом 2010 року, у переписній місцевості мешкали 302 особи в 118 домогосподарствах у складі 89 родин. Густота населення становила 51 особа/км².  Було 128 помешкань (22/км²).
Расовий склад населення:
| - 100,0 % — білих |

До двох чи більше рас належало 0,0 %. Частка іспаномовних становила 0,0 % від усіх жителів.
За віковим діапазоном населення розподілялося таким чином: 24,5 % — особи молодші 18 років, 61,9 % — особи у віці 18—64 років, 13,6 % — особи у віці 65 років та старші. Медіана віку мешканця становила 38,6 року. На 100 осіб жіночої статі у переписній місцевості припадало 98,7 чоловіків;  на 100 жінок у віці від 18 років та старших — 93,2 чоловіків також старших 18 років.
Медіана доходів становила 34 554 долари для чоловіків та 33 304 долари для жінок. 
Цивільне працевлаштоване населення становило 153 особи. Основні галузі зайнятості: транспорт — 28,8 %, роздрібна торгівля — 20,9 %, будівництво — 10,5 %, виробництво — 9,2 %.